# Nordenskiöldöarna

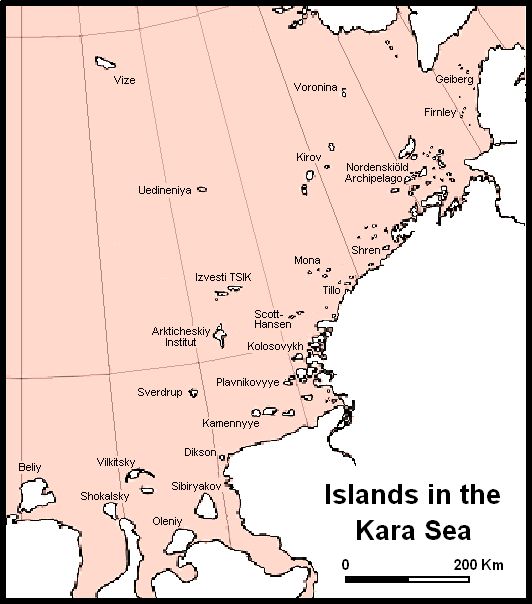
Lägeskarta

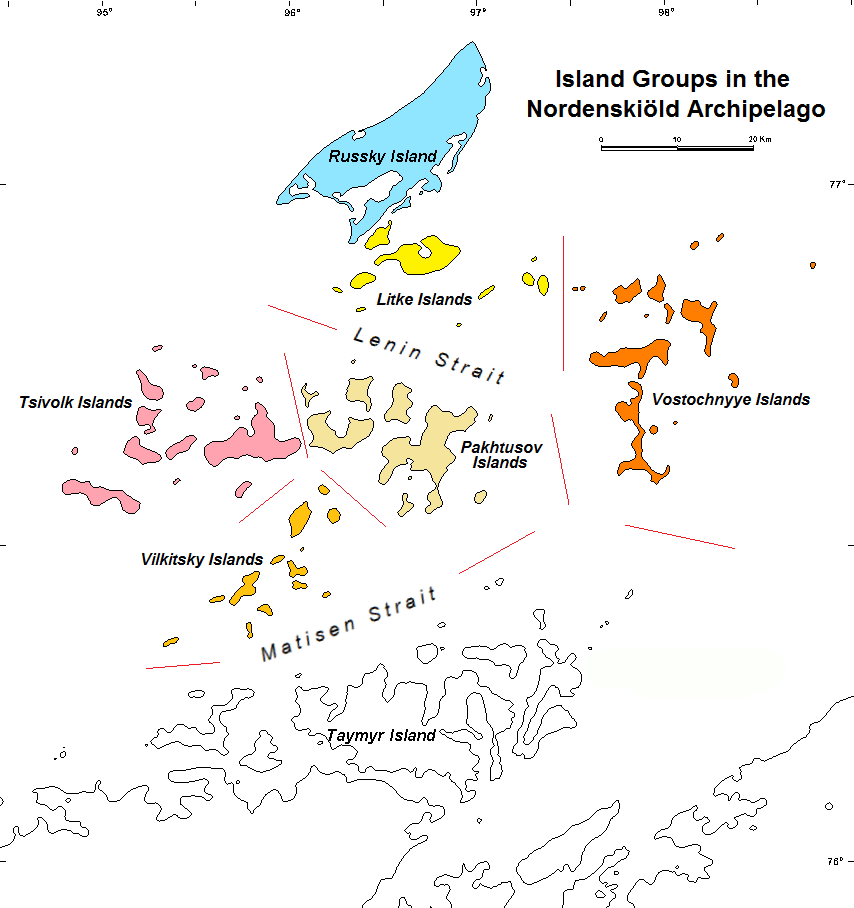
Områdeskarta

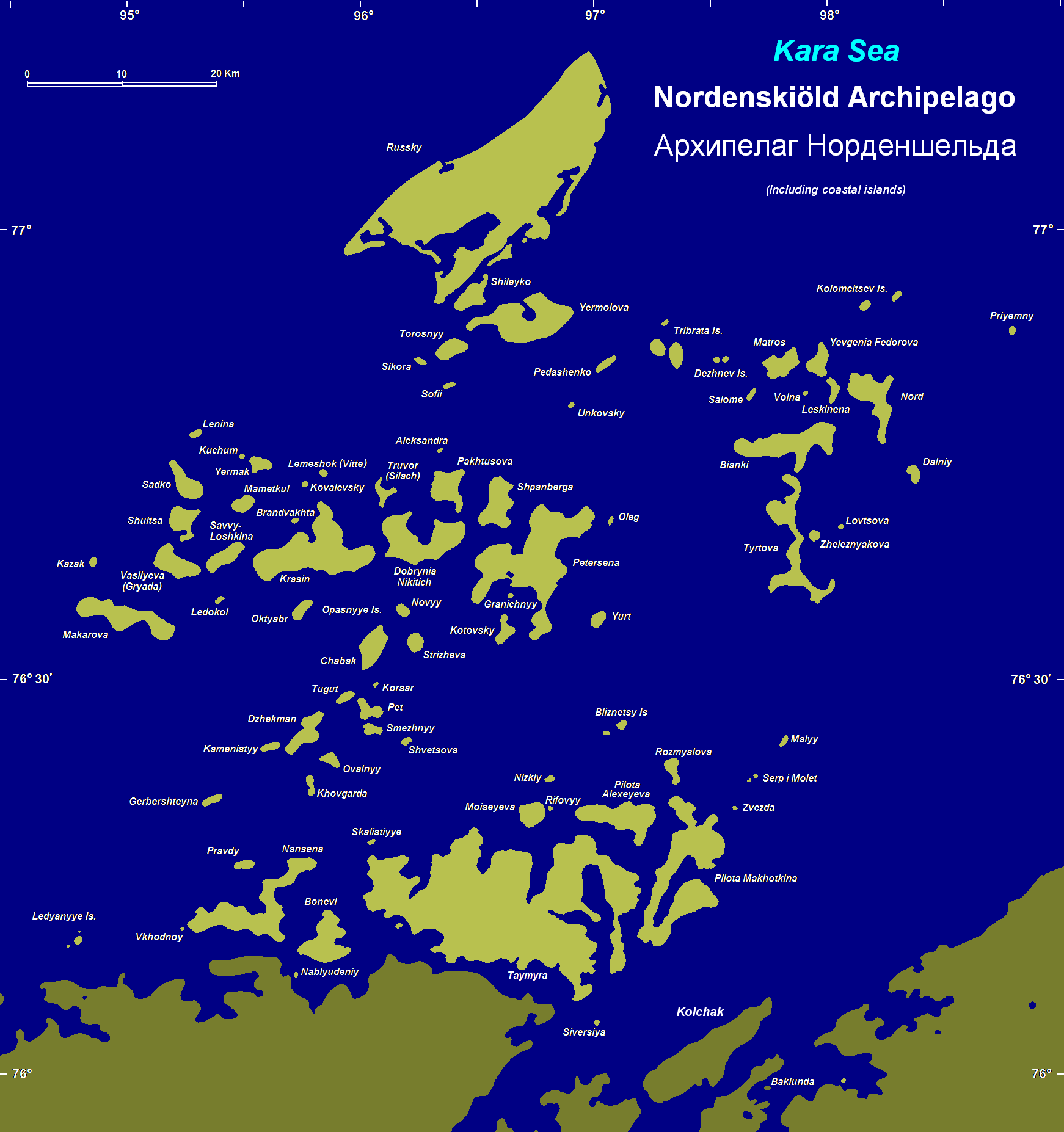
Nordenskiöldöarna

Nordenskiöldöarna eller Nordenskiöldarkipelagen (ryska: Архипелаг Норденшельда, Archipelag Nordensjelda) är en ögrupp bland Rysslands arktiska öar i Norra ishavet. Ögruppen ligger norr om Tajmyrhalvön och i direkt anslutning till Tajmyrön. Arkipelagen är uppkallade efter svensk-finländske upptäcktsresanden Adolf Erik Nordenskiöld.

## Geografi
Nordenskiöldöarna ligger cirka 3 300 km nordöst om Moskva utanför Sibiriens nordöstra kust vid Tajmyrhalvön i Karahavet och cirka 200 km söder om Severnaja Zemlja.
De obebodda öarna är av vulkaniskt ursprung och har en areal om cirka 5 000 km². Den högsta höjden är på cirka 107 m ö.h. och finns på Tjabakön bland Vilkitskijöarna.
Nordenskiöldöarna utgör den största arkipelagen i Karahavet och omfattar cirka 90 öar av varierande storlekar. Området sträcker sig cirka 100 km från väst till öst och cirka 90 km från nord till syd och är uppdelad i 6 ögrupper från väst till öst
- Tsivolköarna (острова Циволько, Ostrova Tsivolko)
- Vilkitskijöarna (острова Вилькицкого, Ostrova Vilkitskij)
- Pachtusovöarna (острова Пахтусова; Ostrova Pachtusova)
- Litkeöarna (острова Литке; Ostrova Litke)
- Vostotjnyjeöarna (Восточные острова; Ostrova Vostotjnyje)

Öarnas vegetation består av småträd och låga växter då den ligger inom tundran.
Förvaltningsmässigt ingår området i den ryska krajen (provinsen) Krasnojarsk kraj.

## Historia
Nordenskiöldöarna upptäcktes 1740 av ryske sjöofficerarna Nikifor Tjekin och Semjon Tjeljuskin under en stor forskningsexpedition åren 1733 till 1743 genom den östra delen av sibiriska ishavskusten under Vitus Bering.
Den augusti 1878 seglade svenske Adolf Erik Nordenskiöld igenom området under Vegaexpeditionen med fartyget Vega.
1893 utforskades öarna lite av norske Fridtjof Nansen under dennes expedition i området med fartyget Fram. Nansen konstaterade då att det var svårt att ta sig igenom arkipelagen beroende på isläget, det var även Nansen som senare namngav området Nordenskiöldöarna för att hedra den svenske upptäcktsresanden.
1900 utforskades och kartlades området av ryske Fjodor Andrejevitj Matisen under den stora ryska polarexpeditionen i ledning av balttyske upptäcktsresande Eduard Toll och Alexander Bunge med fartyget Zarja.
Under 1900-talet genomfördes även flera forskningsresor med hjälp av isbrytare i området.
Åren 1935 till 1999 fanns en bemannad meteorologisk observationsstation på Russkijön bland Litkeöarna och åren 1940 till 1975 en under sommartid bemannad observationsstation på Tyrtovaön bland Vostotjnyjeöarna.
Den 11 maj 1993 inrättades det 41 692 km² stora naturreservatet "Bolsjoj Arktitjeskij gosudarstvennyj prirodnyj zapovednik" (Stora arktiska naturreservatet) där Nordenskiöldöarna ingår.